# Hypolimnas velleda
Hypolimnas velleda är en fjärilsart som beskrevs av Cramer 1782. Hypolimnas velleda ingår i släktet Hypolimnas och familjen praktfjärilar. Inga underarter finns listade i Catalogue of Life.